# Richard Branson
Sir Richard Charles Nicholas Branson (Londra, 18 luglio 1950) è un imprenditore e filantropo britannico, fondatore del Virgin Group, il quale comprende oltre 400 società. Secondo la rivista Forbes nel 2020 il suo patrimonio ammonta a circa 4,3 miliardi di dollari.
L'11 luglio 2021 Branson ha preso parte a un test flight della sua compagnia Virgin Galactic, divenendo così il primo turista dello spazio a volare con una propria azienda spaziale..

Firma di Richard Branson

## Biografia

### Attività imprenditoriale
Sotto il suo marchio, "Virgin", appaiono numerose attività tra cui compagnie aeree, carte di credito, assicurazioni pensionistiche, autonoleggi e la Virgin Galactic. Ha intentato e vinto una causa legale contro la compagnia aerea di bandiera inglese, in merito ai famosi dirty tricks.
Durante il GP di F1 a Melbourne del 2009 le due monoposto Brawn GP hanno sfoggiato il marchio Virgin sulla loro carrozzeria, continuando per la maggior parte della stagione. Visti gli strepitosi titoli Piloti e Costruttori 2009 della neonata scuderia, Branson ha dichiarato di essere pronto a rinnovare la collaborazione. In seguito però, la Virgin è diventata sponsor della neonata Manor. Successivamente Branson ha acquisito del tutto il team Manor che è diventato Virgin Racing. Nella stagione 2010 i piloti del team sono stati Timo Glock e Lucas Di Grassi.
Nel novembre 2010 fu confermata la cessione di una quota azionaria della scuderia alla casa automobilistica russa Marussia Motors, in seguito al quale la scuderia cambiò nome in Marussia Virgin Racing. Nella stagione 2011 la Marussia Virgin Racing corse con la nuova vettura Virgin MVR-02 e con i piloti Timo Glock e Jérôme d'Ambrosio.
Il 17 ottobre 2011 ha inaugurato nel deserto del Nuovo Messico, negli Stati Uniti, lo "Spaceport America", il primo aeroporto spaziale della storia, firmato dall'architetto britannico Norman Foster. La prima navetta, la cui entrata in servizio era prevista per il 2012-2013, è chiamata "SpaceShipTwo" e il suo obiettivo consisteva nel portare i primi turisti nello spazio ad un prezzo medio di 200.000 dollari.
Il 31 ottobre 2014 l'aeronave SpaceShipTwo è esplosa in volo sopra il Deserto del Mojave poco dopo essere stata sganciata dall'aereo madre; il fatto è accaduto pochi secondi dopo l'accensione dei propri propulsori, causando la morte del copilota e il ferimento grave del pilota. Il 13 dicembre 2018 l'aeronave SpaceShipTwo ha superato la fatidica quota di 80 km che segna il confine fra l’atmosfera terrestre e lo spazio per il governo degli Stati Uniti, ma non i 100 km (linea di Kármán), standard usato solitamente altrove.
Nel 2019 è il finanziatore del progetto di un ristorante subacqueo a Portofino, che sarebbe il primo in Italia.
L'11 luglio 2021, Branson ha viaggiato come passeggero a bordo della Virgin Galactic Unity 22, l'ultimo test di volo per la sua compagnia, la Virgin Galactic. La missione è durata approssimativamente un'ora, raggiungendo la quota massima di altitudine di 86.1 km.

### Impegno sociale e umanitario
Nel 2004 Virgin Group, tramite la Virgin Foundation, lancia un progetto dedicato alla beneficenza, sotto il nome di "Virgin Unite". Tra le donazioni vi sono anche quella fatta alla Wikimedia Foundation e quelle atte a combattere l'AIDS nell'Africa sub-sahariana. Nel 2009 aderisce al progetto per la realizzazione del film Soldiers of Peace che coinvolge 14 Paesi nel mondo nella realizzazione di una pace globale.
Nel 2011 lancia il progetto "Virgin Oceanic". Col suo "Deepflight Challenger" cercherà di esplorare cinque delle fosse oceaniche più profonde, cominciando dalla Fossa delle Marianne. 
Amico personale di Barack Obama, nel febbraio 2017 è stato avvistato insieme a lui in vacanza in una gara di kitesurf.

### Cinema e televisione
Nel 1995 appare come guest star nel ventunesimo episodio della quinta stagione di Baywatch, I fuggiaschi. Tra gli altri suoi camei, nel 1999 compare come venditore di souvenir nel ventitreesimo episodio della quarta stagione di Friends, Il matrimonio di Ross (1ª parte)). mentre nel 2006 compare fugacemente nel film Casino Royale.
Nella stagione 2004-2005 produce e interpreta per la Fox la serie Richard Branson, il miliardario ribelle (The rebel billionaire: Branson's quest for the best), reality che garantisce al vincitore un premio da un milione di euro da investire in attività manageriali; per l'edizione italiana è doppiato da Massimo Lodolo.
Nel 2017 compare nel documentario televisivo The Story of Diana per il ventennale della morte di Diana Spencer.
La sua versione animata compare nel quindicesimo episodio della ventiseiesima stagione della serie animata I Simpson, Guida per una principessa.

## Vita privata
Branson ha sposato la sua prima moglie nel 1972 e ha divorziato da lei nel 1979. Dal matrimonio non sono nati figli. Nel 1976 ha conosciuto Joan, destinata a diventare la sua seconda moglie nel 1989. Durante il loro lungo fidanzamento sono nati tre figli: la primogenita Clare Sarah (morta quattro giorni dopo la nascita), Holly e Sam, l'unico maschio. 
In un'intervista concessa alla CNN si è dichiarato ateo.
Dal 2014 ha smesso di mangiare carne e ha investito nella Memphis Meat 17 milioni di dollari in una start up di San Francisco, per la produzione di carne sintetica a base vegetale. Questa sua decisione è scaturita sia dalla consapevolezza che gli allevamenti intensivi stanno distruggendo la Terra, sia dal rispetto verso gli animali.

## Libri
- Losing My Virginity: How I've Survived, Had Fun, and Made a Fortune Doing Business My Way, Virgin Books, 1998 ISBN 978-0-7535-1955-4.
- Screw It, Let's Do It, Virgin Books, 2006 ISBN 978-0-7535-1149-7.
- Business Stripped Bare, Virgin Books, 2008 ISBN 978-0-7535-1503-7.
- Reach for the Skies: Ballooning, Birdmen and Blasting Into Space, Virgin Books, 2010 ISBN 978-1-905264-91-9.
- Screw Business as Usual, Portfolio/Penguin, ISBN 978-1-59184-434-1.
- Like a Virgin: Secrets They Won't Teach You at Business School, Virgin Books, 2013 ISBN 978-0-75351-992-9.
- The Virgin Way: How to Listen, Learn, Laugh and Lead, Virgin Books, 2014 ISBN 978-1-90526-490-2.
- Finding My Virginity, Ebury Publishing, 2017 ISBN 978-0-75355-108-0 Pubblicato anche come: The Virgin Way: If It's Not Fun, It's Not Worth e Doingand The Virgin Way: Everything I Know About Leadership